# Sonitha
Sonitha is een geslacht van vlinders van de familie spinners (Lasiocampidae).

## Soorten
- S. alucard Zolotuhin & Prozorov, 2010
- S. bernardii Zolotuhin & Prozorov, 2010
- S. chocolatina Zolotuhin & Prozorov, 2010
- S. gelata Zolotuhin & Prozorov, 2010
- S. integra Zolotuhin & Prozorov, 2010
- S. libera (Aurivillius, 1915)
- S. lila Zolotuhin & Prozorov, 2010
- S. myoctona Zolotuhin & Prozorov, 2010
- S. picassoi Zolotuhin & Prozorov, 2010